# Agrykola (imię)
Agrykola – imię męskie pochodzenia łacińskiego. Oznacza „rolnik” lub „chłop” i powstało ze złożenia wyrazu ager („pole”) i colo („uprawiam”). Być może jest to jedna z nielicznych pozostałości w łacińskim systemie antroponimicznym hipotetycznego systemu imion złożonych (analogicznego do występującego w grupie celtyckiej i innych językach indoeuropejskich), który później zanikł. W imiennictwie greckim istniało podobne, zanotowane w Knossos na Krecie pod koniec XV wieku p.n.e. imię Agroquolos – „uprawiający pole”. Istnieje kilku świętych katolickich o imieniu Agrykola.
Agrykola imieniny obchodzi 17 marca, 4 listopada i 16 grudnia.
Znane osoby noszące nazwisko Agrykola (względnie Agricola):
- Alexander Agricola
- Georgius Agricola
- Juliusz Agrykola
- Karol Ludwik Agricola
- Martin Agricola